# 上海市实验性示范性高中
“上海市实验性示范性高中”是上海市从2005年起开始命名的优质高中的新称号，用于取代“市重点高中”的老称号。不过，上海市民还是习惯性的把获得此称号的学校称作“市重点中学”。 

## 重點中學時期
1953年7月，教育部通知各地要有重点地办好一些中学，要求上海市要办好10所重点中学。1954年，上海市政府批准市东中学、市西中学、上海中学、育才中学、继光中学、复兴中学、虹口中学，第一、第二、第三女中10所中学为重点中学。1959年，上海确定重点中学23所，占全日制中学的5.76％。1960年上半年，重点中学增至41所。
文化大革命期間，取消重点中学，這些學校都改为普通学校。粉碎四人帮以后，邓小平提出要办好重点学校。1978年，上海市教育局再次确定一批市区县重点中学，其中市重点中学26所，区县重点中学50所。

## 学校列表
本列表包含位于中華人民共和國上海市的实验性示范性高中。

### 按官方名单排序
- 黄浦区：（7所）
  - 上海市大同中学
  - 上海市格致中学
  - 上海外国语大学附属大境中学
  - 上海市敬业中学
  - 上海市光明中学
  - 上海市卢湾高级中学
  - 上海市向明中学
- 徐汇区：（5所）
  - 上海市上海中学
  - 上海市南洋模范中学
  - 上海市位育高级中学
  - 上海市南洋中学
  - 上海市第二中学
- 长宁区：（3所）
  - 上海市延安中学
  - 上海市第三女子中学
  - 上海市复旦中学
- 静安区：（7所）
  - 上海市市西中学
  - 上海市育才中学
  - 上海市华东模范中学
  - 上海市市北中学
  - 上海市新中高级中学
  - 上海市第六十中学
  - 上海市回民中学
- 普陀区：（3所）
  - 上海市曹杨第二中学
  - 上海市宜川中学
  - 上海市晋元高级中学
- 虹口区：（4所）
  - 上海外国语大学附属外国语学校
  - 上海市复兴高级中学
  - 华东师范大学第一附属中学
  - 上海市北郊高级中学
- 杨浦区：（5所）
  - 复旦大学附属中学
  - 上海交通大学附属中学
  - 控江中学
  - 同濟大學第一附屬中學
  - 上海市杨浦高级中学
- 闵行区：（2所+3校区）
  - 上海市七宝中学
  - 上海市闵行中学
  - 华东师范大学第二附属中学（紫竹校区）
  - 上海市向明中学（浦江校区）
  - 上海市第二中学（梅陇校区）
- 宝山区：（3所）
  - 上海市行知中学
  - 上海市吴淞中学
  - 上海大学附属中学
- 嘉定区：（1所）
  - 上海市嘉定第一中学
- 浦东新区：（9所）
  - 华东师范大学第二附属中学
  - 上海师范大学附属中学
  - 上海市建平中学
  - 上海市进才中学
  - 上海市实验学校
  - 上海市洋泾中学
  - 上海南汇中学
  - 上海市川沙中学
  - 高桥中学
- 金山区：（2所）
  - 上海市金山中学
  - 华东师范大学第三附属中学
- 松江区：（2所）
  - 上海市松江二中
  - 上海市松江一中
- 青浦区：（2所）
  - 上海市青浦高级中学
  - 上海市朱家角中学
- 奉贤区：（1所+1校区）
  - 上海市奉贤中学
  - 上海市格致中学（奉贤校区）
- 崇明区：（1所）
  - 上海市崇明中学

### 以所属批次为序
(以下以各校簡稱列出)
- 第一批（28所，2005年2月23日命名）[4]
  - 上海中学、复旦附中、交大附中、华师二附、上师大附中、大同中学、格致中学、大境中学、向明中学、位育高中、延安中学、市三女中、育才中学、市西中学、曹杨二中、晋元高中、市北中学、新中高中、复兴高中、华师一附、控江中学、杨浦高中、七宝中学、行知中学、嘉定一中、建平中学、进才中学、松江二中
- 第二批（10所，2005年9月9日命名）[5]
  - 敬业中学、光明中学、卢湾高中、南洋模范、华东模范、市二中学、南洋中学、宜川中学、上外附中、北郊高中、洋泾中学
- 第三批（11所，2007年7月19日命名）[6]
  - 六十中学、回民中学、同济一附、闵行中学、吴淞中学、南汇中学、奉贤中学、金山中学、华师三附、青浦高中、崇明中学
- 第四批（1所，2009年6月18日命名）[7]
  - 实验学校
- 第五批（2所，2010年3月17日命名）[8]
  - 上大附中、朱家角中学
- 第六批（2所，2012年1月6日命名）[9]
  - 川沙中学、松江一中
- 第七批（1所，2015年4月1日命名）[10]
  - 复旦中学
- （1所，2024年3月命名）
  - 高桥中学